# Police honorifique

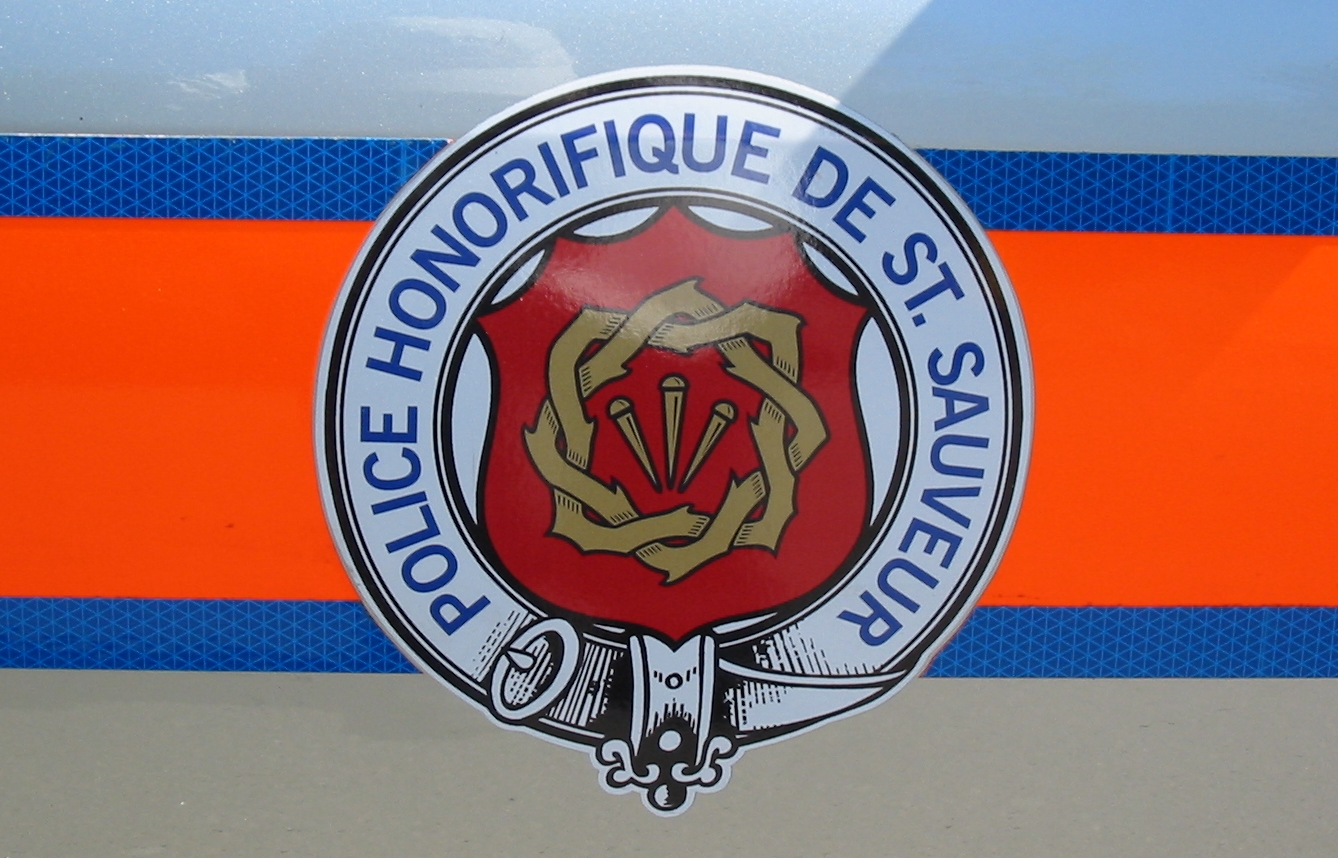
Véhicule de la police honorifique de la paroisse de Saint-Sauveur sur l'île de Jersey.

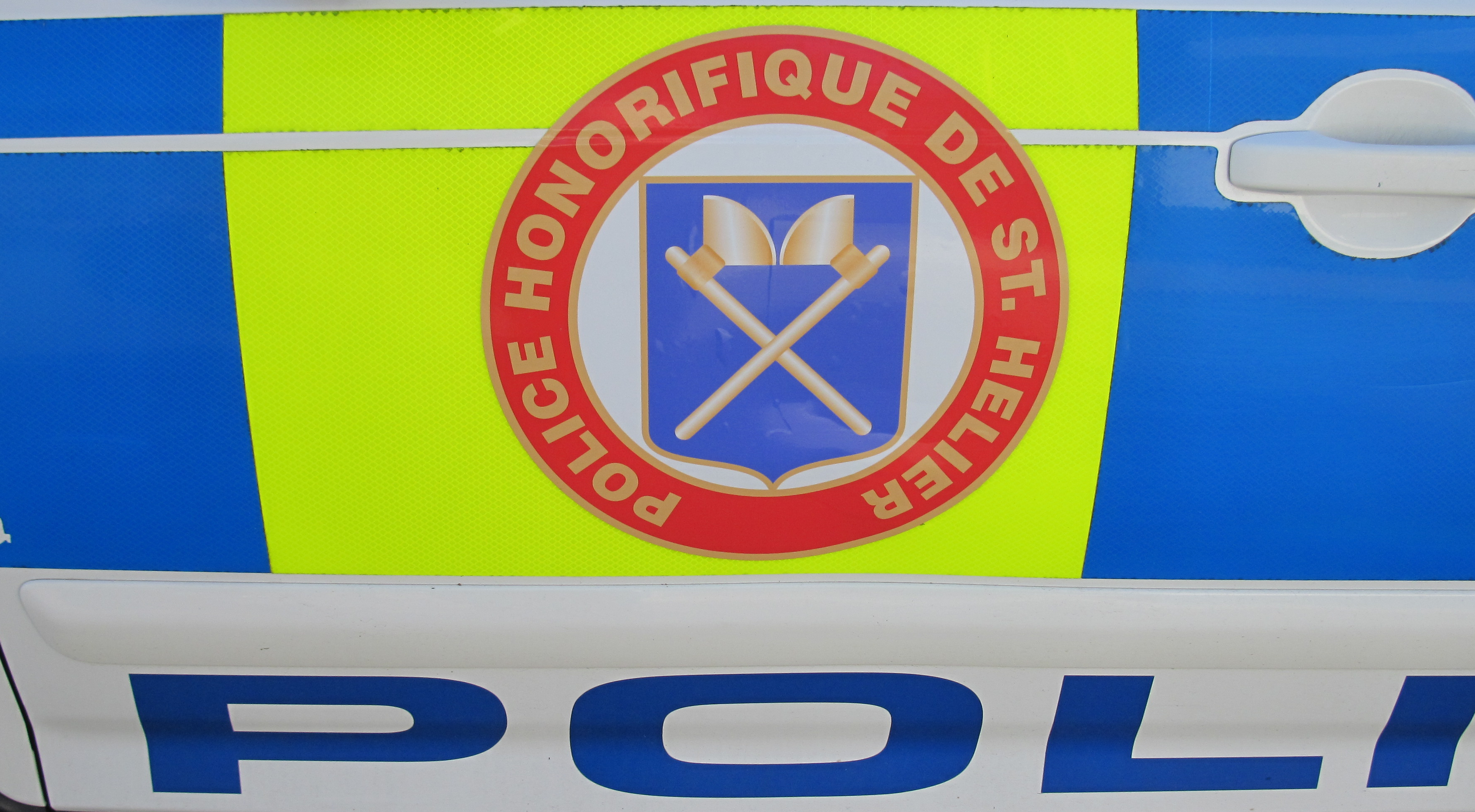
Véhicule de la police honorifique de la paroisse de Saint-Hélier sur l'île de Jersey.

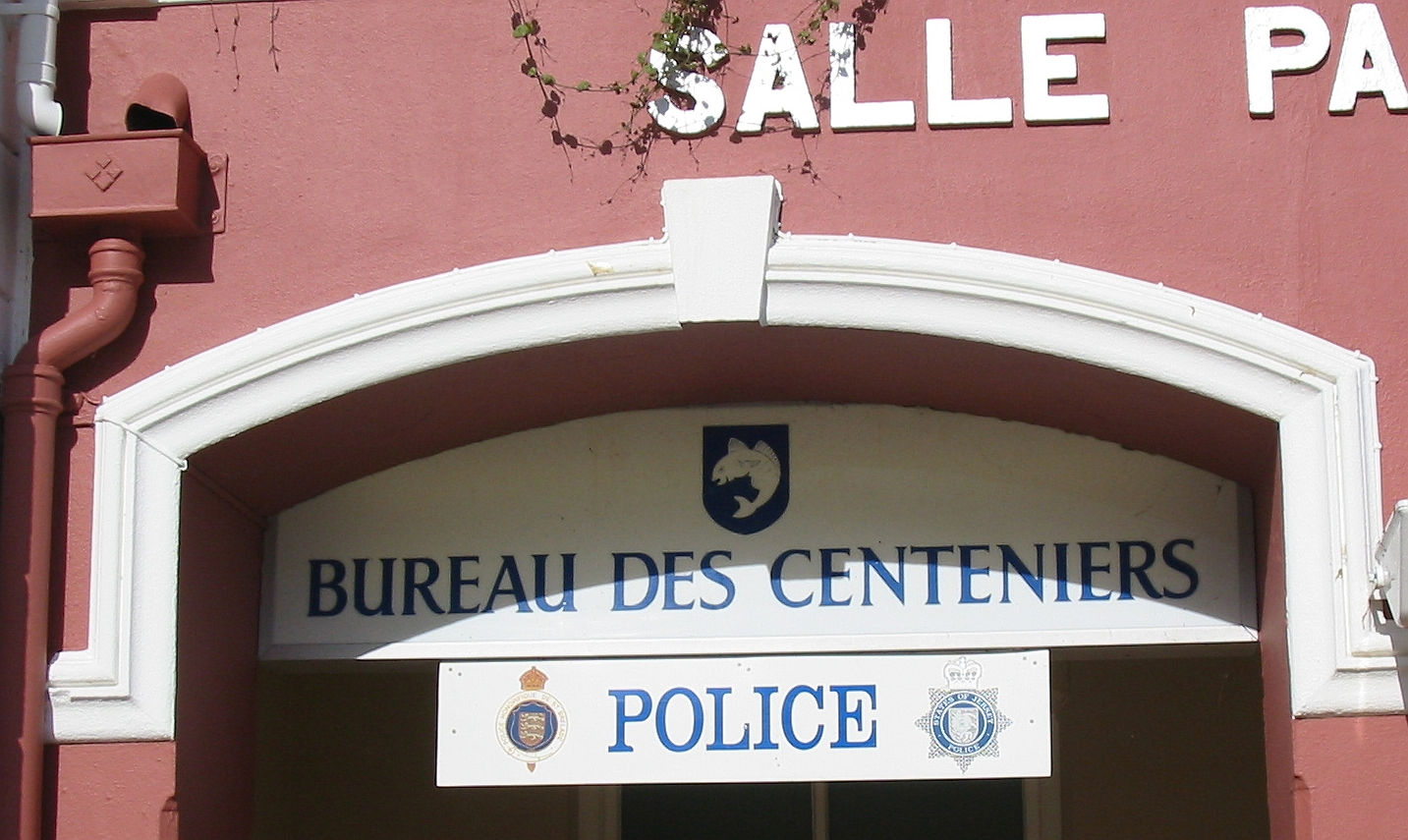
Bureau de la police honorifique de Jersey dans la salle paroissiale de Saint-Brélade.

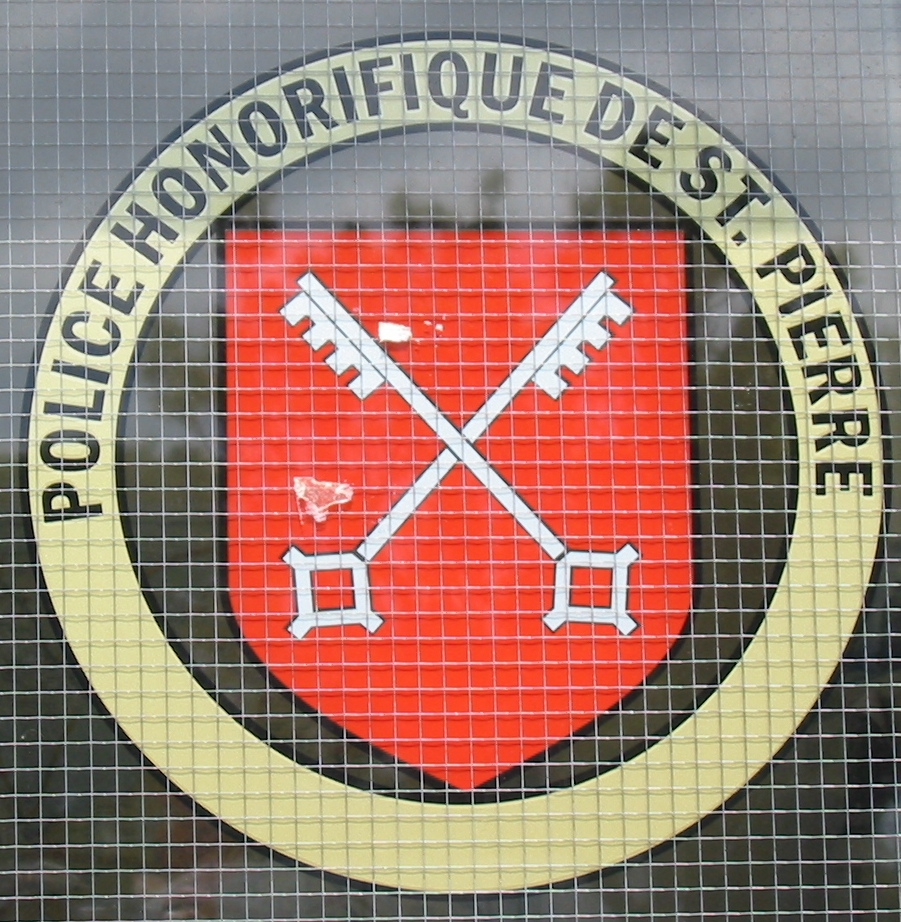
Bureau de police honorifique de la paroisse de Saint-Pierre à Jersey.

La police honorifique est une force de police assurée par les habitants des douze paroisses de l'île de Jersey depuis le Moyen Âge.

## Contexte
Il existe deux sortes de police sur l'île de Jersey : d’une part, une « police honorifique » héritée des anciens Normands dont les membres — connétables, centeniers, vingteniers et officiers — sont élus, ne possèdent ni uniforme particulier ni arme et ne reçoivent pas de salaire ; d’autre part, une police dite « moderne » en uniforme, payée et organisée selon le système britannique. Dans les deux cas, les policiers ont le pouvoir de procéder à des arrestations, d’effectuer des recherches et des enquêtes.

## Organisation
Les membres de la police honorifique sont élus, pour trois ans, par les électeurs de chacune des paroisses dans lesquelles ils servent. Ils ne sont pas rémunérés. L'officier de la police honorifique doit avoir au minimum vingt ans pour postuler et au maximum 70 ans. Son casier judiciaire est vérifié. Il doit résider dans la paroisse où il a été élu. Si en cours de son mandat, ce dernier change de paroisse, il perd immédiatement sa charge de policier honorifique. Les policiers font des permanences d'une semaine toutes les trois ou quatre semaines. Ils sont alors joignables 24 heures sur 24.
Les officiers sont élus comme centeniers, vingteniers ou connétables, chacune de ces fonctions ayant ses charges et ses responsabilités.
Un chef de police est désigné dans chaque paroisse par les centeniers et exerce cette charge sous l'autorité du connétable de la paroisse. L'ensemble des  chefs de police forment le Comité des chefs de police. Le chef de police coordonne d'action de ses adjoints, supervise les tâches et l'intendance de la police honorifique. Il veille également à la cohérence dans la pratique opérationnelle entre la police honorifique de chaque paroisse et favorise la poursuite de la coopération avec la police des États de Jersey et d'autres services agences.

## Histoire
L'existence de la police honorifique est attestée en 1331 sous l'appellation de « police paroissiale » et les termes de « connétable » et de « vingtenier » sont mentionnés dès 1462 ; la fonction de « centenier » en 1502.
Jusqu'au XIXe siècle, la police honorifique était la seule institution de l'île à pouvoir appliquer le droit civil à Jersey. Cependant, au cours du XIXe siècle, les crimes augmentaient parmi la population urbaine de Saint-Hélier (ville peuplée d'environ 25 000 personnes) et la paroisse de Saint-Hélier dut créer une force de police rémunérée dès 1853. Leur fonction a été plus tard étendue à l'ensemble l'île sous le nom de police des États de Jersey. Cependant, aujourd'hui encore, la police des États de Jersey ne peut appréhender quelqu'un pour toute infraction, que si cette personne a été signalée par le centenier de la paroisse où les faits ont eu lieu. En tant que telle, la police honorifique continue à jouer un rôle important dans la police de Jersey.